# (10610) 1996 XR1
1996 أكس أر 1 (ويعرف أيضًا باسم (10610) 1996 أكس أر 1 وفق تسمية الكوكب الصغير) (بالإنجليزية: 1996 XR1)‏ هو كويكب ضمن حزام الكويكبات؛ وترتيبه 10610 من حيث الاكتشاف.
اكتُشف هذا الجُرم الفلكي بواسطة تاكاو كوباياشي في 2 ديسمبر 1996.

## وصلات خارجية
- (10610) 1996 XR1 في قاعدة بيانات مختبر الدفع النفاث لأجرام النظام الشمسي الصغيرة

- الاكتشاف · مخطط المدار ·  العناصر المدارية · المعلمات المادية

- (10610) 1996 XR1 على موقع ويكي سكاي: DSS2, SDSS, GALEX, IRAS, Hydrogen α, X-Ray, Astrophoto, Sky Map, Articles and images